# Карпи
Карпи, або карпіани (лат. Carpi; грец. Καρπιανοί, Καρποι), — древній народ, який мешкав в Карпатах в останніх сторіччях до нашої ери й принаймні до 318 р. н.е. над горішнім Прутом та Дністром (сучасна Україна), а також у східних районах сучасної Румунії, в історичному регіоні Молдавія.
Карпи (карпіани, Καρπιανοί) згадані олександрійським географом Птолемеєм в середині II ст. як народ, що проживає «між певкінами та бастарнами». За часів Птолемея це плем'я ще не розглядалося як могутнє. Використання Птолемеєм прив'язки до географічних координат і об'єктів дозволяє локалізувати карпів на схід від Карпат в басейні річки Дністер на території західної України, східної Румунії, Молдавії.
Уперше про плем'я карпів згадує Ефор з Кіме (Еоліда), учень Ісократа, автор всесвітньої історії (бл. 360 р. до н. е.), локалізуючи його на території Карпат, над горішнім Прутом і Дністром та на північ. Імовірно, від назви племені «карпи» пізніше названо гори Карпати.
Етнічна приналежність карпів залишається спірною, оскільки прямих доказів у збережених античних літературних джерелах немає. Сучасна наукова думка переважно вважає, що Карпи були відгалуженням племені даків. Інші вчені пов'язують Карпів з різними етнічними групами, включаючи сарматів, фракійців, німців, кельтів та навіть слов'ян.

## Історія
У II ст. нашої ери карпи розселилися на долішньому Дунаї, де воювали проти Римської імперії; у кінці III ст. переможені карпи змушені були переселитися у південну Паннонію.
Також назва Карпати ймовірно походить від албанського «karpë» (камінь), а дакійське могло означати «гора». Або від кельтського слова «Kar» або «Karn», що означало «камінь» або «купу каміння». Давнє польське слово «karpa» означає «значні нерівності», «підводне каміння», «значні стовбури», або «коріння». Від можливого дакійського значення — «гори», може походити і назва племені — «карпи» — «ті, хто живе в горах».

А тим часом, як в степах панували оті кочовничі та на пів-кочовничі народи іранського коріння, в краях гірських, карпатських бачимо інший гурт народів, тракійського коріння (до них належать теперішні Волохи-Молдовани). З тих народів згадаємо: Бесів «під Карпатськими горами», десь на верхів'ях Дністра й Сяну; Костобоків — на полудневому згір'ї Карпат, і Карпів — коло Дністра й Прута. Сі тракійські народи були дуже войовничі, любили полюванє, були великі п'яниці і славні були своїми співами. Про тракійців оповідали, що вони навіть закони укладали в піснях, щоб легче було пам'ятати. Вірили вони, що душа несмертельна (сього не було тоді й у освіченіших Греків)
Дослідження історії карпів проводив Шараневич, М. Грушевський, Браун, І. Нестор, Шафарик, Забєлін, Богуславський, Любор Нідерле.

## Походження карпів
Є кілька теорій етнічного походження карпів. Тут декілька з них:
- кельти
- албанські племена
- дакійці
- протослов'яни